# Црни врх (Тешањ)
Црни Врх је планина у Босни и Херцеговини, између општина Тешањ и Маглај у Федерацији Босне и Херцеговине и у близини општине Теслић у Републици Српској. Налази се 5 km јужно од града Тешња, a 11 km југоисточно од града Теслића. Врх се налази на 732 m надморске висине. Јужни обронци обрасли су углавном буковом шумом, рјеђе грабовом, а сјеверни храстовом и церовом шумом.

## Геостратешки положај
Као највиша тачка на простору између три поменуте општине, Црни Врх је био важан стратешки положај током рата у Босни и Херцеговини. Како се налази и на тромеђи подручја насељених Србима на западу, Хрватима на југу и Бошњацима на сјеверу, у току рата заузимале су га и губиле све три зараћене стране.

## Масакр на Црном Врху
Средином септембра 1992. године, у току рата у Босни и Херцеговини, на Црном Врху су муџахедински плаћеници заробили три Србина из околине Теслића и одсјекли им главе.